# 伽倻古墳群
伽倻古墳群（カヤこふんぐん、朝鮮語: 가야고분군）は、大韓民国の南東部の慶尚南道を中心とした地域（慶尚北道南西部と全北特別自治道南東部の各1か所を含む）にある7か所の古墳群からなる世界文化遺産である。 

## 概要
これらの古墳群は西暦1世紀から6世紀にかけて朝鮮半島の南部にあった伽倻という国家連盟の領域内にあり、いずれも過去の政治的中心地に近い高い場所に位置する。それぞれの古墳群の域内には長い期間にわたって築造された密集した墓があり、古墳群の地理的分布、景観の特徴、埋葬の種類（墓制）、陶器などの副葬品を通じて、各国が文化的な共通点をシェアしながら、政治が互いに独立して平等に存在した伽倻の独特な政治システムが窺える。また、新しい形式の墓の導入および古墳の空間階層の強化は、時代の流れに伴う伽倻の社会構造の変容を反映している。
この7か所の古墳群は古代伽倻地域の代表的な古墳群であるが、韓国にある伽倻と関連する古墳群は合計780か所以上があり、古墳の数は数十万基に達する。中央集権化の国家体制を構築できずに共存した伽倻各国は、各地域に大小の古墳群を造成した。これらの古墳群は、紀元前後の時期から最後の伽倻国家である大伽倻が滅亡する562年までに持続的に築造された。また、古墳の中にある外国との貿易を通じて持ち込まれた遺物は伽倻の国際関係も反映している。
2023年9月の第45回世界遺産委員会では「東アジアの古代文明の多様性を示す重要な証拠」とされ、「優れた普遍的価値」が認められるため、韓国で16件目の世界遺産に登録された。

## 歴史
1～2世紀は伽倻の成立に伴う伽倻古墳群の形成期で、この時期の墓制は木棺墓である。支配層と被支配層の墓は立地に区別がなく、古墳群の域内に混在しているが、上位支配層の墓の木棺の下部には副葬品を置くための別の空間を設置したこともある。
3～4世紀は王と支配層の古墳からなる中心古墳群が出現する時期で、この時期の墓制は木槨墓である。伽倻の王墓は丘陵頂部の稜線に沿って築造されるという特徴を持ち、木槨墓の内部には貿易を通じて持ち込まれた遺物をはじめとする膨大な量の遺物が副葬されるが、これは生前の富を誇示し、死後の安楽を願う思想を反映している。古墳の立地、規模と副葬品により、厳格な身分秩序に基づいた伽倻社会の階層構造を垣間見ることができる。この時期の代表的な古墳群は金海大成洞古墳群であり、この古墳群から出土した大量の鉄製武器、鉄器や対外交易品は金官伽倻がこの時期の伽倻の主導勢力であったことを証明している。
5世紀は伽倻各地に政体が成長し、中心古墳群が広がる時期で、この時期の墓制は石槨墓である。特にこの時期は古墳群の築造に重要な変化が起こる時期で、土と石を活用して封墳を高く積み上げた「高塚」が出現した。王と上位支配層の墓である高塚は、稜線の頂部に沿って築造される。この時期の王と支配層の墓には、装身具や武器類などの身分を象徴する高級品が副葬品となり、多数の殉葬者を各種の生活用品と一緒に埋葬するケースはほとんどである。一方、小型墳には遺物が少なく、殉葬者が確認されない。古墳の立地と規模、副葬品を通じて、伽倻社会の階層分化が加速化していたことがわかる。
5世紀後半になると、高霊池山洞古墳群には別の王陵墓域が築造され、40人以上の殉葬者が埋葬された高塚も出現した。王陵級の高塚の出現により、大伽倻が伽倻の主導勢力に成長したことがわかる。王陵級高塚の築造と墓域の分離現象は、伽倻が古代国家に発展していた証拠である。しかし、562年に大伽倻が新羅に征服されると、伽倻が滅亡し、伽倻古墳群の築造も止まった。

## 地理位置
| ID       | 名称                         | 画像 | 所在地                             | 面積     | 緩衝地帯面積 | 座標                                                                          | 解説・特徴                         |
| -------- | ---------------------------- | ---- | ---------------------------------- | -------- | ------------ | ----------------------------------------------------------------------------- | ---------------------------------- |
| 1666-001 | 金海大成洞古墳群             |      | 慶尚南道金海市大成洞               | 3.06 ha  | 52.17 ha     | 北緯35度14分14.15秒 東経128度52分25.41秒 / 北緯35.2372639度 東経128.8737250度 | 金官伽倻の支配層の墓               |
| 1666-002 | 咸安末伊山古墳群             |      | 慶尚南道咸安郡伽倻邑               | 40.28 ha | 211.63 ha    | 北緯35度16分6.04秒 東経128度24分26.62秒 / 北緯35.2683444度 東経128.4073944度  | 阿羅伽倻の王と貴族の墓             |
| 1666-003 | 陜川玉田古墳群               |      | 慶尚南道陜川郡双冊面               | 14.47 ha | 115.54 ha    | 北緯35度34分58.42秒 東経128度16分48.11秒 / 北緯35.5828944度 東経128.2800306度 | 2千個以上の玉が出土した伽倻古墳群  |
| 1666-004 | 高霊池山洞古墳群             |      | 慶尚北道高霊郡大伽倻邑             | 84.41 ha | 256.44 ha    | 北緯35度43分18.71秒 東経128度15分20.42秒 / 北緯35.7218639度 東経128.2556722度 | 大伽倻の支配層の墓                 |
| 1666-005 | 固城松鶴洞古墳群             |      | 慶尚南道固城郡固城邑               | 3.16 ha  | 49.39 ha     | 北緯34度58分49.36秒 東経128度19分16.72秒 / 北緯34.9803778度 東経128.3213111度 | 小伽倻の王と支配層の墓             |
| 1666-006 | 南原酉谷里および斗洛里古墳群 |      | 全北特別自治道南原市引月面、阿英面 | 9.52 ha  | 98.74 ha     | 北緯35度30分29.43秒 東経127度37分17.44秒 / 北緯35.5081750度 東経127.6215111度 | 伽倻以外に百済の痕跡も多く見られる |
| 1666-007 | 昌寧校洞および松峴洞古墳群   |      | 慶尚南道昌寧郡昌寧邑               | 34.1 ha  | 183.93 ha    | 北緯35度32分46.88秒 東経128度30分17.22秒 / 北緯35.5463556度 東経128.5047833度 | 非火伽倻の最高支配者の墓           |

## 登録基準
この世界遺産は世界遺産登録基準のうち、以下の条件を満たし、登録された（以下の基準は世界遺産センター公表の登録基準からの翻訳、引用である）。
- (3) 現存するまたは消滅した文化的伝統または文明の、唯一のまたは少なくとも稀な証拠。